# アープラヴァシ・ガート
アープラヴァシ・ガートは、モーリシャスの首都ポートルイスにある移民受け入れに使われてきた建造物群の総称。紆余曲折はあったものの、2006年にモーリシャスで初となるユネスコの世界遺産に登録された。
アープラヴァシ・ガートは、1834年から1910年まで主にインドからわたってきた労働者の迎え入れに使われた場所で、現存する施設は1849年に作られたものである。現在のモーリシャスでは、このインド系労働者の末裔が全人口の68%を占めている。

## 遺構
1849年に作られた建造物群のうち、現存するのは15%である。波止場、入り口の門、病院、馬小屋、厨房、トイレ、体の洗い場などが、部分的に残っている。

## 歴史
1835年2月1日に、モーリシャスでの奴隷制が廃止された結果、製糖業での人手不足が深刻なものとなった。イギリス人たちは、労働力調達のための新たな仕組みを取り決めた。1834年からフランス系モーリシャス人やイギリス人の農園主たちは、インドからの労働力の調達と輸送を整備した。この仕組みは「クーリー貿易」と呼ばれ、やってきた労働者は「クーリー」と呼ばれた。最初のインド系移民たちの大多数は、インド東部のビハールからやって来た。この迎え入れ施設は、当時「クーリー・ガート」と呼ばれた。この受け入れ施設からサトウキビのプランテーションや製糖所に送られたインド人、あるいは中継してレユニオン、オーストラリア、アフリカ大陸やカリブ海地域に送られたインド人などは、全部で40万人に上ったとされる。
1970年代になると、「クーリー」には差別的な含意があるとして、「クーリー・ガート」は「アープラヴァシ・ガート」と改称された。これは、ヒンディ語で「移民発着所」などの意味である。

## 世界遺産
2002年2月に最初の建築関連書類についての討論が行われ、平行して実地調査が行われた。2003年5月にはICOMOSが訪問し、最初の報告書は約2か月後に提出された。
2006年2月にICOMOSが出した勧告は、アープラヴァシ・ガートはレユニオンなどの物件に比べて文書面の不備があるなどの観点から、登録を見送るべきとするものだった。しかし、国際的な労働力移動の先駆的な証言としての側面などが評価された結果、同年7月の会議ではICOMOSの勧告に反して登録が認められる運びとなった。

### 登録基準
この世界遺産は世界遺産登録基準のうち、以下の条件を満たし、登録された（以下の基準は世界遺産センター公表の登録基準からの翻訳、引用である）。
- (6) 顕著で普遍的な意義を有する出来事、現存する伝統、思想、信仰または芸術的、文学的作品と直接にまたは明白に関連するもの（この基準は他の基準と組み合わせて用いるのが望ましいと世界遺産委員会は考えている）。